# Madonna Dance Mix
Dance Mix è un EP della cantautrice statunitense Madonna, pubblicato dalla Sire Records in Sudamerica nel 1985.

## Tracce
1. Into the Groove
2. Material Girl
3. Angel
4. Holiday